# Timothy Olyphant
Timothy David Olyphant (ur. 20 maja 1968 w Honolulu) – amerykański aktor i producent filmowy.

## Życiorys

### Wczesne lata
Urodził się w Honolulu na Hawajach jako syn Katherine Wright (z domu Gideon) i J.V. Bevana Olyphanta. Kiedy miał dwa lata, wraz z rodziną przeprowadził się do Modesto w Kalifornii, gdzie się wychował ze swoimi braćmi - starszym Andym i młodszym Matthew. Jego ojciec pracował w winnicy E & J Gallo Winery. Ze strony matki jednym z jego pradziadków był rosyjski emigrant żydowski. Jego przodkami byli także Anglicy, Niemcy, Szkoci, Holendrzy i Irlandczycy. W wieku sześciu lat zaczął brać udział w zawodach pływackich i w siódmej klasie rozpoczął poważne szkolenie. Był finalistą mistrzostw USA '86 w pływaniu na krótkim dystansie 200 m stylem zmiennym. Jego rodzice rozwiedli się, gdy był nastolatkiem i żyli w nowych związkach. Jego ojciec później przeniósł się do Arizony, gdzie zajął się rozległą farmą bydła.
W 1986 roku ukończył Fred C. Beyer High School w Modesto. Kontynuował naukę pływania na University of Southern California w Los Angeles, gdzie studiował sztuki piękne. Następnie przeniósł się do Nowego Jorku, aby studiować aktorstwo, zamiast realizować stopień magistra w dziedzinie sztuk plastycznych. Przez dwa lata brał lekcje aktorstwa pod kierunkiem Williama Espera w William Esper Studio, a następnie zaczął rozglądać się za pracą.

### Kariera
W 1995 zadebiutował na scenie off-Broadwayu w roli Tima Hapgooda w przedstawieniu Monogamista (The Monogamist), zdobywając nagrodę Theatre World Award za znakomity debiutancki występ. Rok potem odniósł sukces w światowej premierze sztuki Davida Sedarisa Pamiętniki z Krainy Świętego Mikołaja (The SantaLand Diaries, 1996). Ben Brantley z „The New York Times” uznał, że czarujący” Olyphant wykonał „wspaniałą robotę”, naśladując inne postacie, ale „trudniej mu było znaleźć przekonujący styl dla bieżącej narracji”. W 1997 wystąpił w roli Jima w sztuce Skok do wody (Plunge).

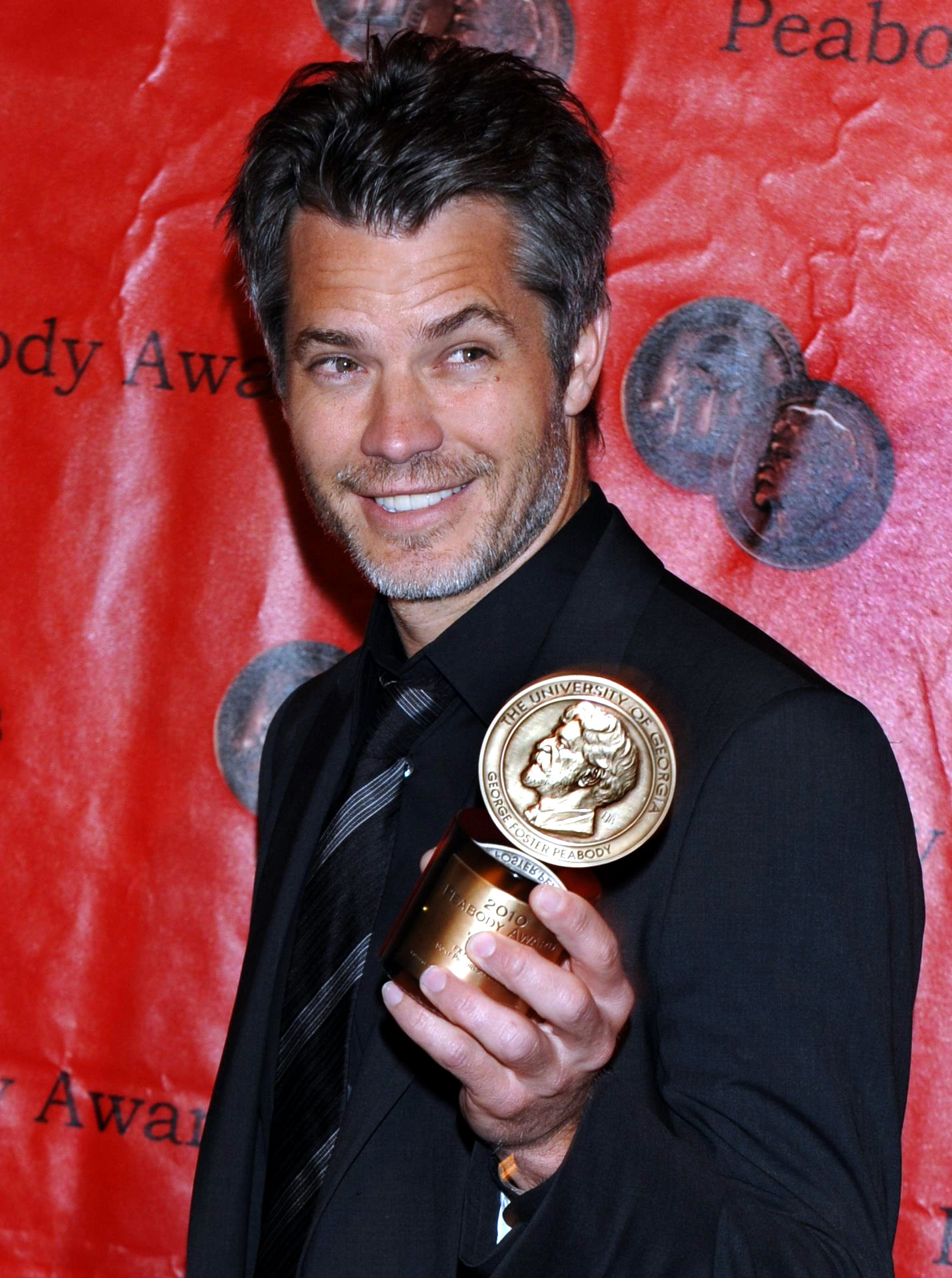
Timothy Olyphant na gali rozdania Peabody Awards 2011

Miał zagrać w pilocie telewizyjnym The WB (1995) na podstawie serii 77 Sunset Strip z 1958, ale nie miał okazji spotkać się z producentem, Clintem Eastwoodem, który zrezygnował z pracy na kilka dni przed rozpoczęciem zdjęć. Karierę na kinowym ekranie zapoczątkował udziałem w komedii Zmowa pierwszych żon (The First Wives Club, 1996) z Goldie Hawn, Bette Midler i Diane Keaton. Następnie zagrał cynicznego filmowego studenta Mickeya w slasherze Wesa Cravena Krzyk 2 (Scream 2, 1997), komedii romantycznej Liga złamanych serc (The Broken Hearts Club: A Romantic Comedy, 2000) z udziałem Deana Caina i Justina Therouxa oraz sensacyjnym thrillerze 60 sekund (Gone in 60 Seconds, 2000) w roli detektywa Drycoffa. Jego drugoplanowa rola dealera narkotyków Todda Gainesa w czarnej komedii Go (1999) z Katie Holmes, Scottem Wolfem i Sarah Polley została uhonorowana nagrodą dla Młodych Artystów w Hollywood.
Po przyjeździe do Los Angeles pojawił się w serialu 77 Sunset Strip (1995), którego producentem był Clint Eastwood. Wystąpił też w serialach: sensacyjnym Warner Bros. Pan i pani Smith (Mr. & Mrs. Smith, 1996) ze Scottem Bakulą i Marią Bello, HBO Seks w wielkim mieście (Sex and the City, 1998) z Sarah Jessicą Parker, HBO Deadwood (2004–2006) jako szeryf Seth Bullock i sitcomie NBC Na imię mi Earl (My Name Is Earl, 2006) z Jasonem Lee. W melodramacie komediowym Dziewczyna z sąsiedztwa (The Girl Next Door, 2004) z Emile Hirsch i Elishą Cuthbert zagrał postać Kelly’ego, producenta filmów pornograficznych. Zastąpił Vina Diesela jako agent 47 w filmie Hitman (2007). Zagrał Thomasa Gabriela, szalonego hakera i agenta NSA w filmie Szklana pułapka 4.0 (2007).

## Życie prywatne
W 1991 poślubił Alexis Knief. Mają troje dzieci: dwie córki – Grace (ur. 1999) i Vivian (ur. 2003) oraz syna Henry’ego (ur. 2001).

## Filmografia

### Filmy fabularne
- 1996: Zmowa pierwszych żon (The First Wives Club) jako Brett Artounian
- 1997: Życie mniej zwyczajne (A Life Less Ordinary) jako Hiker
- 1997: Ellen Foster jako Roy Hobbs
- 1997: Krzyk 2 (Scream 2) jako Mickey
- 1998: Kiedy ucichną działa (When Trumpets Fade) jako porucznik Lukas
- 1998: 1999 jako Hooks
- 1999: Go jako Todd Gaines
- 1999: No Vacancy jako Luke
- 1999: Trzej mężczyźni i ona (Advice From A Caterpillar) jako brat
- 2000: 60 sekund (Gone in 60 Seconds) jako detektyw Drycoff
- 2000: Podwójne życie (Auggie Rose) jako Roy Mason
- 2000: Liga złamanych serc (The Broken Hearts Club: A Romantic Comedy) jako Dennis Shaff
- 2001: Witamy w naszej dzielnicy (The Safety of Objects) jako Randy
- 2001: Gwiazda rocka (Rock Star) jako Rob
- 2001: Niesamowite opowieści (Night Visions) jako Eli
- 2001: Doppelganger jako Brian
- 2001: Bez pamięci (Head Over Heels) jako Michael
- 2002: Coastlines jako Sonny
- 2002: Shadow Realm jako Eli West
- 2003: Odwet (A Man Apart) jako Jack Slayton
- 2003: Łowca snów (Dreamcatcher) jako Pete Moore
- 2004: Dziewczyna z sąsiedztwa (The Girl Next Door) jako Kelly
- 2006: Złów i wypuść (Catch and Release) jako Fritz
- 2007: Szklana pułapka 4.0 (Live Free or Die Hard) jako Thomas Gabriel
- 2007: Stop-Loss jako porucznik pułkownik Boot Miller
- 2007: Hitman jako agent 47
- 2008: Turok jako Cowboy
- 2009: Wyspa strachu (A Perfect Getaway) jako Nick
- 2010: Opętani (The Crazies) jako David Dutton
- 2011: Rango jako Duch z Zachodu (głos)
- 2011: Jestem numerem cztery (I Am Number Four) jako Henry
- 2016: Dzień Matki (Mother’s Day) jako Henry, ex-mąż Sandy
- 2019: Pewnego razu... w Hollywood (Once Upon a Time in Hollywood) jako James Stacy

### Seriale TV
- 1996: Pan i pani Smith (Mr. & Mrs. Smith) jako Scooby
- 1998: Seks w wielkim mieście (Sex and the City) jako Sam
- 2004: Deadwood jako Seth Bullock
- 2006: Na imię mi Earl (My Name Is Earl) jako Billy Reed
- 2009: Kim jest Samantha? jako Winston Funk
- 2010: Biuro (The Office) jako Danny Cordray
- 2010–2015: Bez przebaczenia (Justified) jako Raylan Givens
- 2017: Santa Clarita Diet jako Joel Hammond
- 2020: The Mandalorian jako Cobb Vanth